# Toyota Princess Cup
Toyota Princess Cup — женский профессиональный теннисный турнир II категории, проводившийся Женской теннисной ассоциацией (WTA) с 1997 по 2002 год в Токио на открытых кортах с твёрдым покрытием в сентябре или начале октября (в 2000 году). Турнир занял в сетке WTA-тура место другого турнира, Nichirei International, также проводившегося в сентябре в Токио. Турнир оперировал призовым фондом в 450 тысяч долларов в первый год проведения и 585 тысяч долларов в последний год и был рассчитан на 28 участниц в одиночном разряде и 16 пар.

## Победительницы и финалистки

### Одиночный разряд
| Год  | Победительница    | Финалистка            | Счёт в финале |
| ---- | ----------------- | --------------------- | ------------- |
| 1997 | Моника Селеш      | Аранча Санчес-Викарио | 6–1, 3–6, 7–6 |
| 1998 | Моника Селеш      | Аранча Санчес-Викарио | 4–6, 6–3, 6–4 |
| 1999 | Линдсей Дэвенпорт | Моника Селеш          | 7–5, 7–6      |
| 2000 | Серена Уильямс    | Жюли Алар-Декюжи      | 7–5, 6–1      |
| 2001 | Елена Докич       | Аранча Санчес-Викарио | 6–4, 6–2      |
| 2002 | Серена Уильямс    | Ким Клейстерс         | 2–6, 6–3, 6–3 |

### Парный разряд
| Год  | Победительницы                           | Финалистки                               | Счёт в финале |
| ---- | ---------------------------------------- | ---------------------------------------- | ------------- |
| 1997 | Моника Селеш Ай Сугияма                  | Жюли Алар-Декюжи Чанда Рубин             | 6–1, 6–0      |
| 1998 | Анна Курникова Моника Селеш              | Аранча Санчес-Викарио Мэри-Джо Фернандес | 6–4, 6–4      |
| 1999 | Кончита Мартинес Патриция Тарабини       | Елена Докич Аманда Кётцер                | 6–7, 6–4, 6–2 |
| 2000 | Жюли Алар-Декюжи Ай Сугияма              | Нана Мияги Паола Суарес                  | 6–0, 6–2      |
| 2001 | Кара Блэк Лизель Хубер                   | Ким Клейстерс Ай Сугияма                 | 6–1, 6–3      |
| 2002 | Светлана Кузнецова Аранча Санчес-Викарио | Патриция Вартуш Петра Мандула            | 6–2, 6–4      |